# Qemal Vogli
Qemal Vogli (ur. 1929 lub 1930 w Kavajë, zm. 4 lipca 2004) – albański piłkarz grający na pozycji bramkarza oraz trener piłkarski, w latach 1947–1953 reprezentant Albanii. Nazywany był Czarnym Kotem (alb. Macja e zezë), porównywano go do innego bramkarza Lwa Jaszyna, grającego w radzieckiej reprezentacji.

## Życiorys
Qemal Vogli urodził się w mieście Kavajë w dzielnicy Zguraj. Jego data urodzenia nie jest jasna; według dokumentów miał się urodzić 15 marca lub 29 września 1929 roku, natomiast sam Vogli twierdził, że urodził się w roku 1930. W pierwszych latach po II wojnie światowej jego rodzina była represjonowana przez albańskie władze komunistyczne z powodu podejrzeń o powiązania z Balli Kombëtar; bracia Qemala – Mahmut i Xheladin – zostali uwięzieni (jeden z nich był uznany przez władze za wroga ludu, drugi natomiast próbował uciec do Włoch), pozostawiając go z matką, siostrą, szwagierką oraz dwoma dziećmi jednego z braci. Wcześniej zmarł jego starszy brat Myslimi oraz ojciec Bakiu. Sam Qemal nie był wówczas represjonowany z powodu swojej popularności jako sportowiec.
W 1946 roku grał w klubie KS Besa, gdzie wyróżniał się około 190-centymetrowym wzrostem i wysoką skutecznością w sporcie; umożliwiło mu to przejście do klubu KS Ylli i Kuq Durrës, co miało miejsce rok później. 25 maja 1947 roku dołączył do reprezentacji Albanii, grał w niej do 1953 roku. Poza prowadzeniem kariery sportowej Vogli pracował także w porcie w Durrës jako pomocnik spawacza, jednocześnie był szpiegowany przez Sigurimi, co nasiliło się po dołączeniu Vogliego do albańskiej reprezentacji. Według jednego z agentów Sigurimi, 10 października 1947 roku Vogli, przed zakończeniem dnia w pracy, zostawił spawarkę elektryczną ze stykami przewodów na pokładzie holownika, co mogło narazić statek oraz jego personel na niebezpieczeństwo. Ostatecznie do awarii nie doszło, a zaniedbanie w pracy zostało zgłoszone; nie wyciągnięto w stronę Vogliego żadnych konsekwencji, gdyż Sigurimi zmusiło go do zostania informatorem, jednak nie wywiązywał się z tego obowiązku.
W 1950 roku przeniósł się do Tirany, gdzie grał dla klubu Dinamo Tirana; otrzymał także pracę w biurze Ministerstwa Spraw Wewnętrznych, by mógł być kontrolowany przez władzę. Zgodnie z doniesieniami, Vogli wracając z zagranicznego tournée organizowanego przez albańską reprezentację przemycił znaczną ilość igieł do maszyn do szycia, zarabiając na tym około 300 tys. leków; nie został jednak ukarany z powodu swojej popularności.
3 września 1956 roku uciekł z Albanii i na krótko zamieszkał w Berlinie Zachodnim; dzięki współpracy Sigurimi ze służbami specjalnymi innych państw komunistycznych został zatrzymany i deportowany do swojego kraju. W 1957 roku został skazany na 15 lat pozbawienia wolności, jednak w ramach amnestii został zwolniony po 5 latach odbywania wyroku; zakazano mu jednak dożywotnio gry w piłkę nożną oraz do 1991 roku był pod stałą obserwacją ze strony albańskich służb specjalnych, ponadto odebrano mu prawa do opieki nad córką. Po wyjściu na wolność pracował jako trener bramkarzy.
W czerwcu 2004 roku został potrącony przez samochód, nie udało się go uratować; zmarł dnia 4 lipca 2004 roku i został pochowany w Sharrë.

## Uhonorowanie
Został honorowym obywatelem Tirany, otrzymał także wiele albańskich odznaczeń.

## Życie prywatne
Był w związku małżeńskim z Liri Vogli, miał z nią troje dzieci.